# Psilocerea psegma
Psilocerea psegma là một loài bướm đêm trong họ Geometridae.